# Les Aventures de Caleb Williams
Les Aventures de Caleb Williams (Tödliches Geheimnis) est une mini-série en quatre parties, basée sur le roman éponyme de William Godwin et diffusée du 2 décembre 1980 au 14 décembre 1980 sur la ZDF.
En France, le feuilleton a été diffusé à partir du 20 août 1982 sur TF1.

## Distribution
- Mick Ford : Caleb Williams
- Günther Maria Halmer : Ferdinand Falkland
- Chrissie Cotterill : Jane Alcott
- Jacques Maury : Valentine Forester
- Stephen Rea : Tyrell
- Arthur Brauss : Grimes
- Paul Kember : Jesse
- Colin Jeavons : Dyer
- Franz Rudnick : Vater Williams
- Polly Hemingway : Mutter Williams
- Isabelle Spade : Lucretia Pisani
- Duccio Dugoni : Vater Pisani
- Jacques Frantz : Graf Malvesi
- Dave Atkins : Verwalter Collins
- Diane Stolojan : Emily Melville
- June Watson : Mrs. Jakeman
- Bill Stewart : Harris
- Edward Peel : Cox
- Stanley Lloyd : Sir Charles Thornton